# Крис Харпер
Крис Харпер (енгл. Chris Harper; 23. новембар 1994) аустралијски је професионални бициклиста који тренутно вози за UCI ворлд тур тим — Џејко—алула. Освојио је по једном Тур оф Јапан, Тур де Савоја Мон Бланк и првенство Океаније у друмској вожњи.
Каријеру је почео 2016. године у локалном тиму МАП рејсинг, када је завршио првенство Океаније у друмској вожњи за возаче до 23 године на другом мјесту, иза Мајкла Сторера. Године 2018. освојио је првенство Океаније у друмској вожњи за сениоре и UCI Океанија тур такмичење. Године 2019. освојио је Тур оф Јапан и Тур де Савоја Мон Бланк, гдје је остварио двије етапне побједе и освојио је брдску и класификацију по поенима.
Године 2020. прешао је у тим Јумбо—визма, са којим је возио своју прву, гранд тур трку — Ђиро д’Италију. Године 2021. завршио је УАЕ тур на четвртом мјесту, док је 2022. био дио тима који је остварио побједу на екипном хронометру на Вуелта а Еспањи.
Године 2023. прешао је у тим Џејко—алула, са којим је возио Тур де Франс по први пут и завршио га на 16 мјесту, радећи за Сајмона Јејтса.